# RBK-500

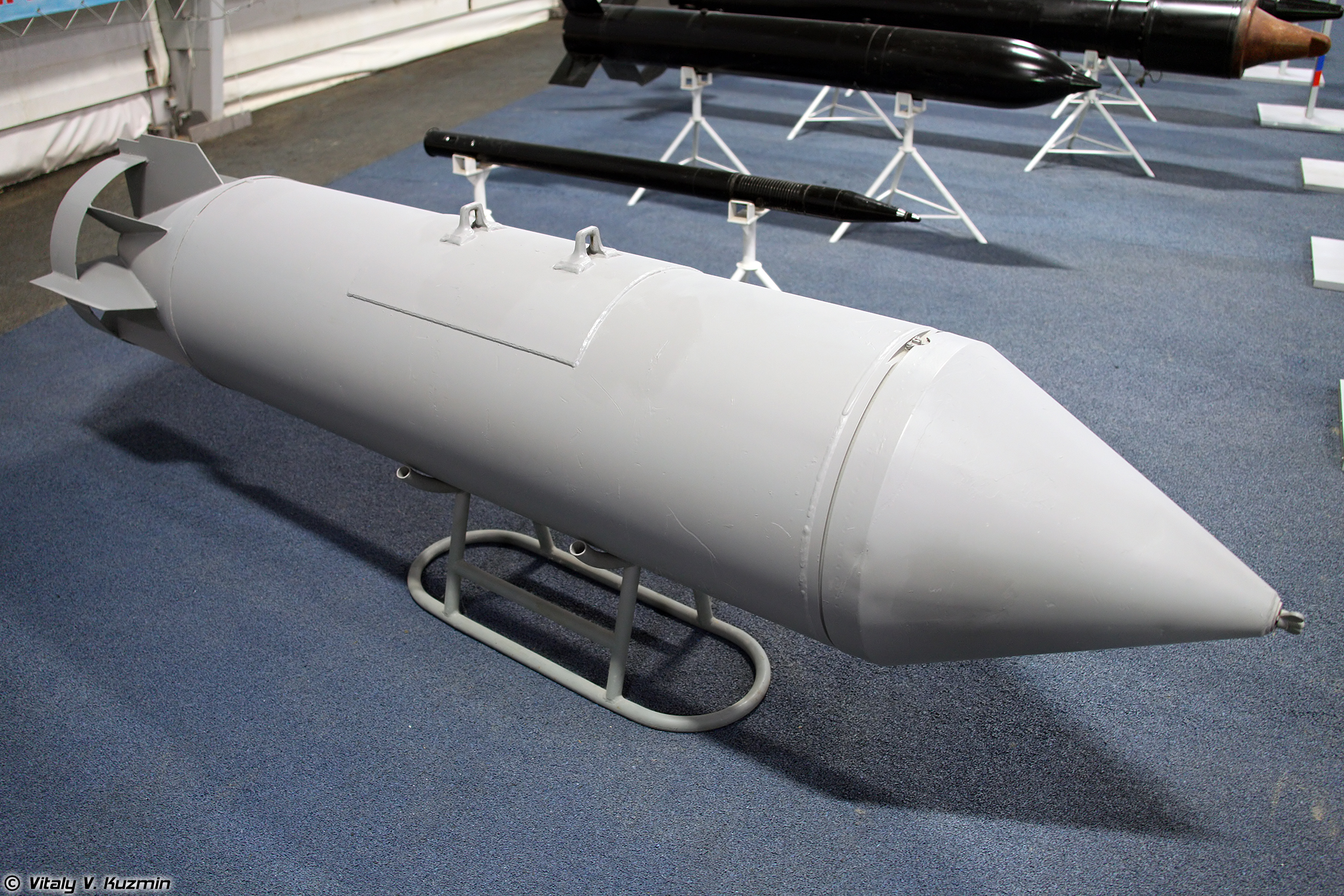
Bomba RBK-500

O RBK-500 é uma bomba de fragmentação de 500 kg russa.  Ela carrega 15 submunições antitanque SPBE-D desenvolvidas pela NGO Basalt com o sistema de guia infravermelho de modo dual.